# امباتومیواری
امباتومیواری (به لاتین: Ambatomivary) یک سکونتگاه مسکونی در ماداگاسکار است که در آنوسی (ماداگاسکار) واقع شده‌است.

## خصوصیات
امباتومیواری ۱۰٬۰۰۰ نفر جمعیت دارد و ۶۱۹ متر بالاتر از سطح دریا واقع شده‌است.